# Macrocneme naja
Macrocneme naja är en fjärilsart som beskrevs av Hermann Burmeister 1878. Macrocneme naja ingår i släktet Macrocneme och familjen björnspinnare. Inga underarter finns listade i Catalogue of Life.